# Monastère de la Croix

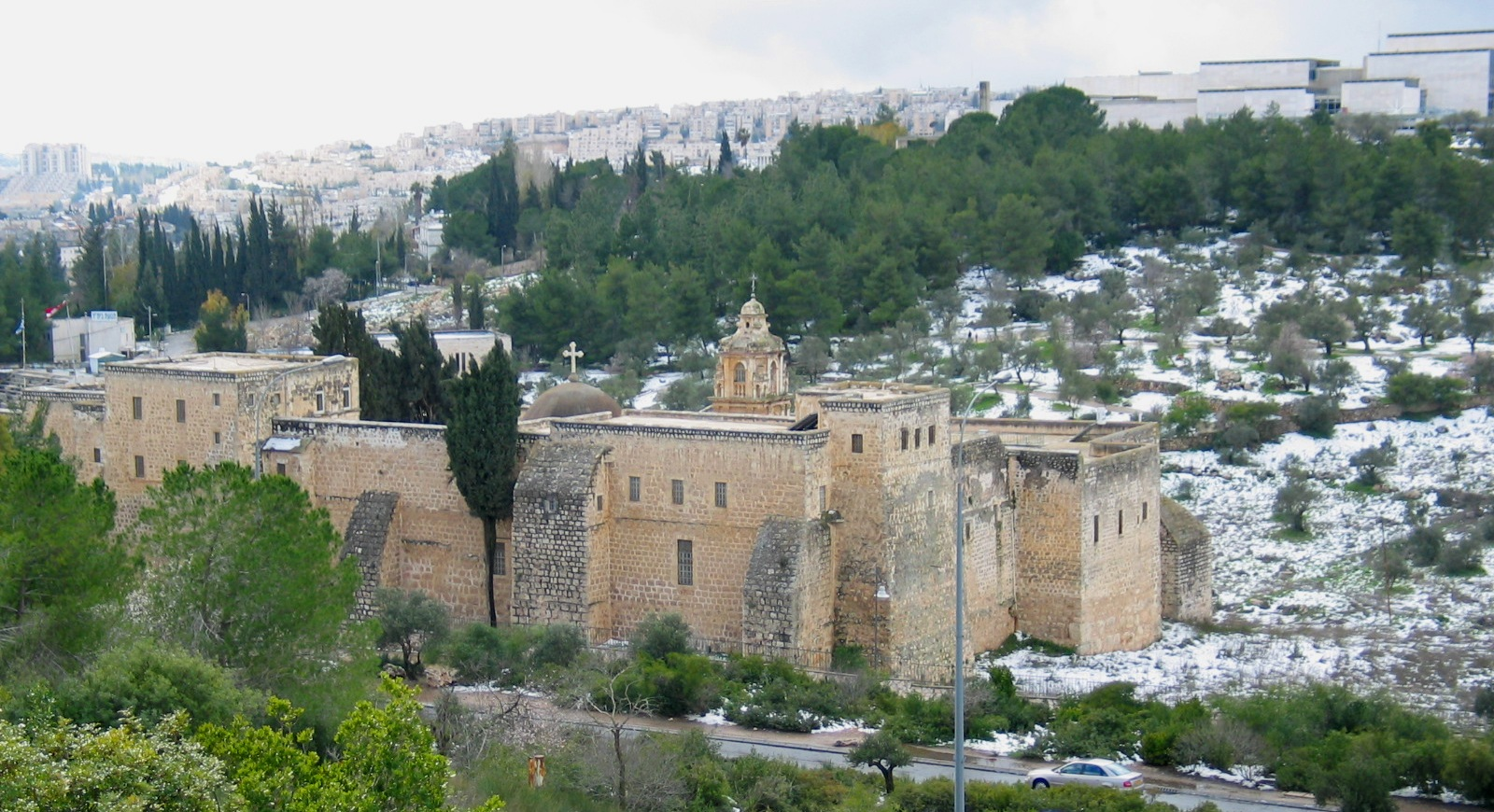
Le monastère enneigé.

Le monastère de la Croix (en géorgien : ჯვრის მონასტერი, Djvris monasteri) est un monastère localisé près du quartier de Nayoth à Jérusalem (Israël), dans la vallée de la Croix (en hébreu : עמק המצלבה Emek HaMatzlevah, au pied de la colline de Guivat Ram où se trouvent le musée d’Israël et le Knesset).

## Histoire

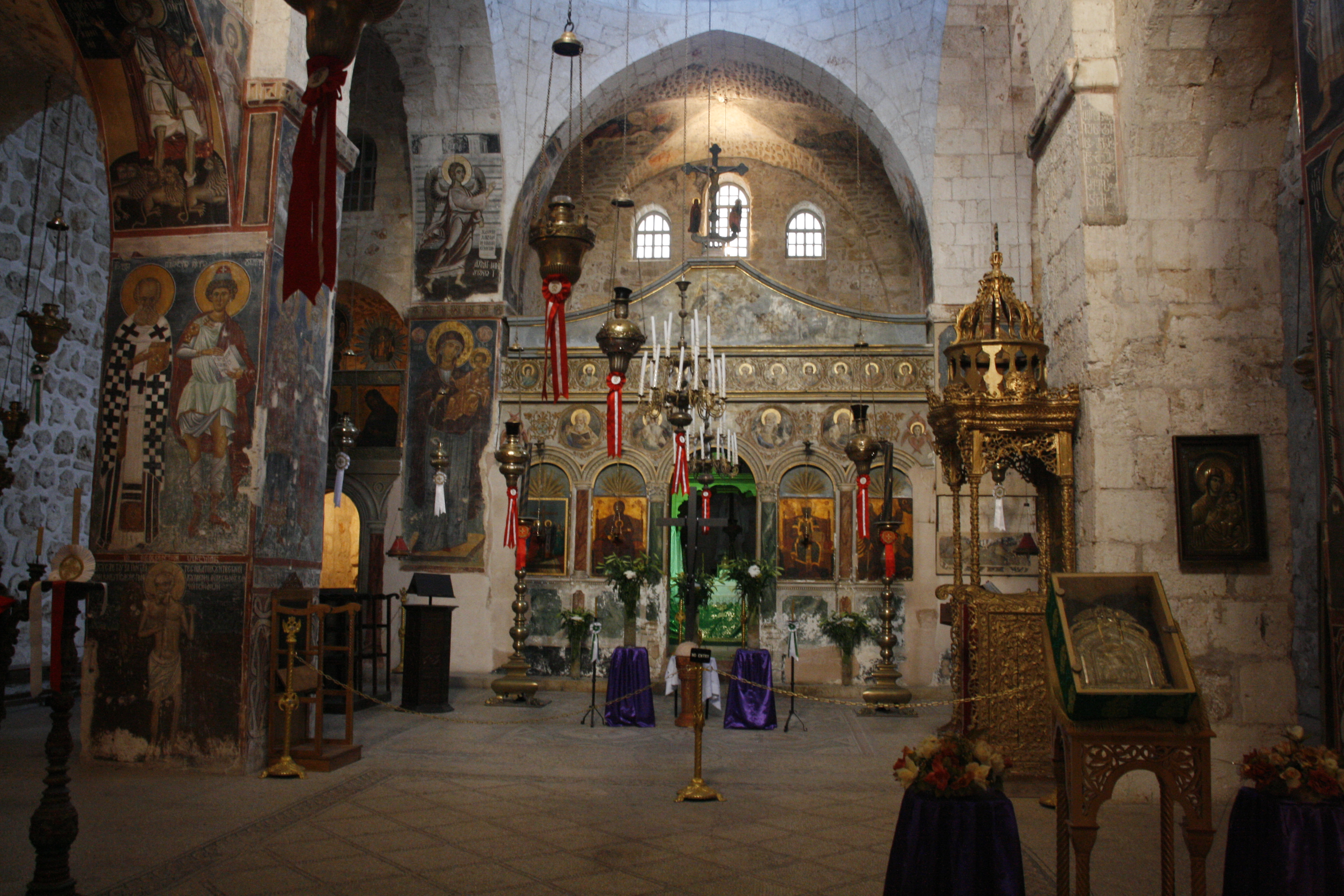
L’église du monastère.

Le monastère est construit au XIe siècle, sous le règne du roi Bagrat IV de Géorgie par le moine géorgien Georges-Prokhore de Chavchétie. Selon la légende du site, le monastère aurait été consacré au IVe siècle sous le règne de l’empereur romain Constantin le Grand, qui donna ce site plus tard au roi géorgien Mirvan III d’Ibérie après la conversion de son pays au Christianisme en 327.
Toujours selon la légende, le monastère est érigé sur la sépulture de la tête d’Adam (même si deux autres localisations à Jérusalem prétendent également à cet honneur), d’où grandit l’arbre dont le bois aurait été utilisé pour faire la croix sur laquelle le Christ a été crucifié.
Le monastère est actuellement occupé par des moines grecs du Patriarcat orthodoxe de Jérusalem.

## Bâtiments actuels
Les restes du monastère de la période croisée forment une petite partie du complexe actuel, dont la majorité est bien moins vieille et a été considérablement remaniée, rénovée ou reconstruite. La partie croisée abrite une église, incluant une grotte où une fenêtre au sol recouvre l’endroit où l’arbre de la Croix aurait poussé. Les vestiges du IVe siècle sont rares et le plus important est un fragment de mosaïque romaine. Le principal complexe abrite les quartiers d’habitation, mais aussi un musée et une boutique de souvenirs.

## La fresque de Roustaveli

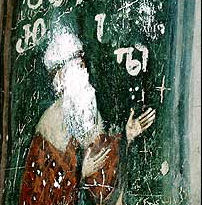
Fresque de Roustaveli en 2004.

Une fresque du célèbre poète géorgien Chota Roustaveli sur une colonne dans de l’église a été défigurée en juin 2004 par des vandales inconnus. Le visage et une partie de l’inscription géorgienne adjacente ont été effacés. La Géorgie a officiellement porté plainte auprès d'Israël après l’incident. Hors de toute préoccupation religieuse ou patrimoniale, il semble qu'il s'agisse uniquement de rivalité nationaliste car des incidents similaires se sont déjà produits dans le monastère dans les années 1970 et 1980 : les inscriptions géorgiennes avaient été effacées et remplacées par des grecques. Par exemple, sur une photo datant de 1901 du Conseil des Archanges, on peut voir des inscriptions géorgiennes mais sur une photo de 1960, les inscriptions sont en grec ; après le nettoyage de la peinture, les inscriptions géorgiennes sont à nouveau visibles et même sous les inscriptions grecques récentes (notamment les représentations de saint Luc et saint Prokhore) le contour des lettres géorgiennes est toujours visible.